# Alzen (Monschau)
Alzen is een plaats in het Ortsteil Höfen van de Duitse gemeente Monschau in de deelstaat Noordrijn-Westfalen.
Stedenregio Aken · Regierungsbezirk Keulen · Noordrijn-Westfalen